# Phanerotoma rhyacioniae
Phanerotoma rhyacioniae är en stekelart som beskrevs av Joseph Augustine Cushman 1927. Phanerotoma rhyacioniae ingår i släktet Phanerotoma och familjen bracksteklar. Inga underarter finns listade i Catalogue of Life.